# AMPTE
AMPTE (Active Magnetospheric Particle Tracer Explorers) was een gezamenlijke wetenschappelijke ruimtemissie van augustus 1984 tot januari 1989 van de Bondsrepubliek Duitsland, het Verenigd Koninkrijk en de Verenigde Staten, met als doel de studie van plasma-fenomenen in het aardmagnetisch veld. Tijdens de missie werden niet enkel passieve metingen verricht maar ook actieve experimenten waarbij plasmawolken in de ruimte werden vrijgezet.
De missie bestond uit drie satellieten, die tezamen gelanceerd werden door een Delta-draagraket op 16 augustus 1984:
- de Duitse Ion Release Module (IRM)
- de Britse United Kingdom Satellite (UKS)
- de Amerikaanse Charge Composition Explorer (CCE).

De satellieten werden in een equatoriale baan gebracht. CCE had een apogeum van 8,8 aardstralen (ongeveer 56.000 km) en een perigeum van 1103 km; deze satelliet vloog hoofdzakelijk door de magnetosfeer. IRM en UKS hadden ongeveer dezelfde baan met een perigeum van 557 km en een veel hoger apogeum van 18,7 aardstralen (circa 119.000 km), zodat ze doordrongen tot de magnetopauze en de schokgolf.
De IRM voerde tussen 11 september 1984 en 18 juli 1985 acht actieve experimenten uit, waarbij een wolk van lithium- of bariumatomen werd vrijgezet in de ruimte. Door de ultraviolette straling van de zon ioniseerden deze en de verspreiding en versnelling van de gevormde wolken van ionen, die voorts vrijwel niet in de ruimte aanwezig zijn, konden bestudeerd worden door de instrumenten van de drie ruimtetuigen. Het experiment op 27 december 1984 staat bekend als de "kunstmatige komeet". De wolk van bariumionen, die door de zonnewind uitgerekt werd tot een staart van 20.000 kilometer, verstrooide het zonlicht zodat ze kortstondig vanop aarde waargenomen kon worden.
IRM keerde op 8 december 1987 terug in de dampkring en UKS op 8 december 1988. CCE bleef tot begin 1989 in de ruimte.